# Lubricogobius dinah
Lubricogobius dinah är en fiskart som beskrevs av Randall och Hiroshi Senou 2001. Lubricogobius dinah ingår i släktet Lubricogobius och familjen smörbultsfiskar. Inga underarter finns listade i Catalogue of Life.